# Basiprionota
Basiprionota es un género de escarabajos de la familia Chrysomelidae. El género fue descrito científicamente primero por Chevrolat en 1837. Esta es una lista de especies perteneciente a este género:
- Basiprionota amboinica (Spaeth, 1925)
- Basiprionota amitina (Spaeth, 1932)
- Basiprionota animosa (Spaeth, 1926)
- Basiprionota atricornis (Spaeth, 1912)
- Basiprionota bakeri (Spaeth, 1925)
- Basiprionota ceramensis (Spaeth, 1925)
- Basiprionota decemstillata (Boheman, 1856)
- Basiprionota flavicornis Borowiec, 1993
- Basiprionota gibbifera (Spaeth, 1925)
- Basiprionota gibbosa (Baly, 1863)
- Basiprionota impacata (Spaeth, 1925)
- Basiprionota joloana (Spaeth, 1925)
- Basiprionota latissima (Wagener, 1881)
- Basiprionota lomholdti Borowiec, 1990
- Basiprionota maerkeli (Boheman, 1850)
- Basiprionota morigera (Spaeth, 1925)
- Basiprionota multiplagiata (Wagener, 1881)
- Basiprionota nigricollis (Weise, 1897)
- Basiprionota octonotata (Boheman, 1850)
- Basiprionota octopunctata (Fabricius, 1787)
- Basiprionota patkoiensis (Spaeth, 1926)
- Basiprionota privigna (Boheman, 1862)
- Basiprionota puellaris (Spaeth, 1925)
- Basiprionota ramigera (Boheman, 1862)
- Basiprionota rugosipennis (Spaeth, 1901)
- Basiprionota scheerpeltzi (Spaeth, 1925)
- Basiprionota sinuata (Olivier, 1790)
- Basiprionota sospes (Spaeth, 1925)
- Basiprionota subopaca (Spaeth, 1925)
- Basiprionota sulana (Spaeth, 1925)
- Basiprionota sumatrana (Weise, 1912)
- Basiprionota sumba Borowiec, 2006
- Basiprionota timorensis (Spaeth, 1925)
- Basiprionota trux (Spaeth, 1925)
- Basiprionota vicina (Spaeth, 1925)